# Kondensor

Kondensor jako ostatni element w rzutniku przezroczy

Kondensor – układ optyczny służący do równomiernego oświetlenia np. przedmiotu w mikroskopie, diapozytywów w przeglądarce slajdów, rzutniku przeźroczy, grafoskopie albo powiększalniku.
Rodzaje kondensorów:
- soczewkowy – w postaci soczewki skupiającej (albo kilku), zamieniającej punktowe źródło światła żarówki na równoległy snop – najpopularniejszy;
- zwierciadlany – rzadko stosowany, np. w polskim powiększalniku Beta;
- rozpraszający – w postaci szyby mlecznej, dający bardzo miękkie światło – stosowany prawie wyłącznie w stykowych kopiarkach fotograficznych i przeglądarkach slajdów.